# Watson Macedo
Watson Macedo (Itaocara, 21 de julho de 1918 ou 1919 — Rio de Janeiro, 8 de abril de 1981) foi um diretor de cinema brasileiro.

## Biografia
Watson nasceu na cidade de Itaocara em 1918 ou 1919 e começou sua carreira como cenógrafo e assistente de direção da atriz e cineasta Carmem Santos em 1938, no filme "Inconfidência Mineira". Seu primeiro trabalho como diretor foi com o média-metragem "Barulho na Universidade", em 1941.
Foi para os estúdios Atlântida logo em seguida e trabalhou como montador e assistente de direção. A estreia como diretor foi na comédia "Não Adianta Chorar", em 1945, onde ele já mostrava sinais do que iria fazer logo depois com as chanchadas musicais.
Foi o responsável por transformar os atores Grande Otelo, Oscarito, Cyll Farney, Eliana Macedo, que era sua sobrinha, e José Lewgoy nos grandes nomes das comédias musicais da década de 1950.

## Filmografia
| Ano  | Título                                             |
| ---- | -------------------------------------------------- |
| 1941 | Barulho na Universidade                            |
| 1945 | Não Adianta Chorar                                 |
| 1946 | Segura Esta Mulher                                 |
| 1947 | Este Mundo é um Pandeiro                           |
| 1948 | E o Mundo se Diverte                               |
| 1949 | Carnaval no Fogo                                   |
| 1950 | A Sombra da Outra                                  |
| 1950 | Não é Nada Disso                                   |
| 1950 | Aviso aos Navegantes                               |
| 1951 | Aí Vem o Barão                                     |
| 1952 | É Fogo na Roupa                                    |
| 1954 | O Petróleo é Nosso                                 |
| 1955 | Sinfonia Carioca                                   |
| 1955 | Carnaval em Marte                                  |
| 1956 | Depois Eu Conto                                    |
| 1957 | Rio Fantasia                                       |
| 1957 | A Baronesa Transviada                              |
| 1958 | A Grande Vedete                                    |
| 1958 | Alegria de Viver                                   |
| 1958 | Agüenta o Rojão                                    |
| 1959 | Maria 38                                           |
| 1960 | Virou Bagunça                                      |
| 1960 | Samba em Brasília                                  |
| 1961 | Três colegas de batina - aparece como 'realizador' |
| 1964 | Um Morto ao Telefone                               |
| 1966 | Rio, Verão & Amor                                  |